# Protektoratet

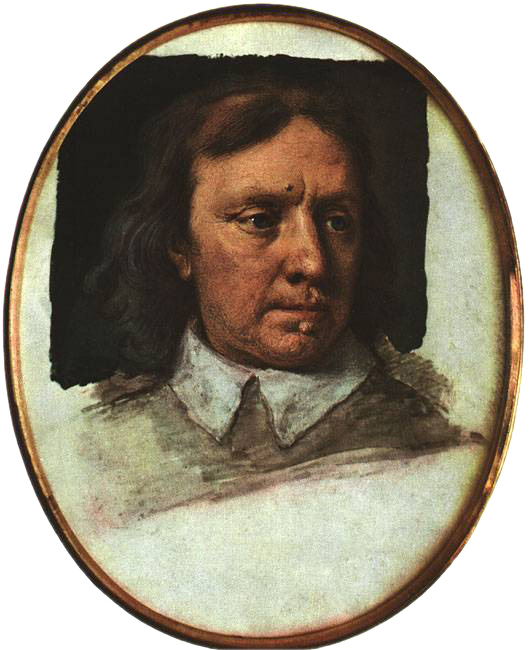
Lord Protector Oliver Cromwell.

Protektoratet är den vanligaste beteckningen på perioden 1653–1659 i Storbritanniens historia och den styrelseform som rådde under denna period. Namnet härrör från den titel Oliver Cromwell och senare hans son Richard Cromwell använde sig av: Lord Protector.

## Bakgrund
Innan Protektoratet inrättades hade England, och sedermera även Skottland och Irland, styrts direkt som ett samvälde (Commonwealth of England) lett av Parlamentet sedan 1649. Det så kallade rumpparlamentet upplöstes i april 1653 med vapenmakt av soldater under Oliver Cromwells ledning; den uppgivna anledningen var ineffektivitet och parlamentets ovilja att upplösa sig själv. Ersättningen – Barebones Parliament – som styrde från april till december 1653 utsågs av Cromwell och arméns ledning, men var likväl omöjlig att kontrollera.

## Oliver Cromwells protektorat
Titeln Lord Protector inrättades formellt genom Instrument of Government – en konstitution som antogs av Council of State i december 1653. Cromwell utsågs till lordprotektor på livstid. Konstitutionen delade makten mellan lordprotektorn, Council of State och parlamentet, men i praktiken återupprättades den starka utövande makt som försvann med monarkins fall. Resultatet var att Cromwells styre har tolkats av historiker som ”ett av de första experimenten med (de facto) militärdiktatur” (Abbott). 1655 befäste Cromwell sin ställning genom att utnyttja ett rojalistiskt uppror som ursäkt för att upplösa de traditionella lokala styrena och ersätta shires med militärdistrikt som styrdes av officerare från armén, en ordning som har blivit känd som ”generalmajorernas styre”.
Religiöst präglas Protektoratet av en strikt puritansk lagstiftning. Judar och de flesta protestanter kunde till viss grad utöva sin tro, men detta förnekades troende inom den episkopala och katolska kyrkan.
1657 ersattes Instrument of Government av Humble Petition and Advice, som förstärkte likheterna mellan lordprotektor och en monark. Cromwell tilltalades därefter som ”Ers höghet”. Cromwell återinsattes formellt som lordprotektor genom en ceremoni som till viss del påminde om en kröningsceremoni, och han fick rätten att utse sin efterföljare. Likheten med monarki minskades inte av att han valde sin äldsta levande son Richard som titelarvinge.

## Richard Cromwells protektorat
Oliver Cromwell dog i september 1658, och sonen tog som planlagt över. Det visade sig dock snabbt att han inte ägde sin fars förmåga att kontrollera armén, och redan i maj 1659 avgick han.

## Upplösning
Efter ett kort interregnum återupprättades monarkin i maj 1660 i samband med engelska restaurationen, mestadels genom general George Moncks initiativ.

### Fotnoter
1. ↑  Oskar Sjöström (12 augusti 2010). ”Oliver Cromwells mönsterarmé”. Militärhistoria. https://militarhistoria.se/artiklar/1600-tal/oliver-cromwells-monsterarme. Läst 11 maj 2018.